# Mehrfachmord von Geylang Bahru
Der Mehrfachmord von Geylang Bahru bezeichnet die Morde, die am Morgen des 6. Januar 1979 an den vier Kindern der Familie Tan in Geylang Bahru, Singapur, verübt wurden. Die Morde sind bislang nicht aufgeklärt.

## Tathergang
Tan Kuen Chai und Lee Mei Ying, die Eltern der ermordeten Kinder, verließen ihre Wohnung um 6.35 Uhr morgens, um ihrer Arbeit als Schulbusfahrer nachzugehen. Um 7.10 Uhr versuchte Lee Mei Ying ihre vier Kinder Tan Kok Peng, Tan Kok Hin, Tan Kok Soon und Tan Chin Nee mit einem Telefonanruf zu wecken. Nachdem die Anrufe dreimalig fehlschlugen, kontaktierte Lee Mei Ying einen Nachbarn, welcher die Kinder durch das Klopfen an die Wohnungstür aufwecken sollte. Auch dieser Versuch schlug fehl.
Als Kuen Chai und Mei Ying gegen 10 Uhr morgens von der Arbeit zurückkehrten, entdeckten sie die Leichname ihrer vier Kinder im Badezimmer der Wohnung. Jedes der Kinder erlitt etwa zwanzig Schnittwunden. Der rechte Arm des ältesten Kindes, Kok Peng, war beinahe abgetrennt und das Gesicht der jüngsten Tochter, Chin Nee, von schweren Schnittwunden gezeichnet. Ein Büschel Haare, das in Kok Pengs Hand gefunden wurde, deutete außerdem auf einen Kampf mit den Angreifern hin.

## Untersuchung
Die polizeilichen Untersuchungen ergaben, dass der oder die Täter sich nicht gewaltsam Zutritt zur Wohnung verschafften. Zwar konnte das Motiv nicht ermittelt werden, eine räuberische Absicht wurde jedoch ausgeschlossen, da keine materiellen Gegenstände entwendet wurden.
Die Tatwaffen konnten nicht geborgen werden. Den Verletzungen nach handelte es sich jedoch vermutlich um ein Hackmesser oder eine ähnliche Waffe.
Die Polizei nahm an, dass der oder die Täter im engen Verhältnis zu der Familie Tan standen oder zumindest über persönliche Informationen verfügten. Besonderen Grund zu dieser Schlussfolgerung lieferte eine Karte, die Lee Mei Ying und Tan Kuen Chai anlässlich des Neujahrsfestes erhielten.
Die Karte, die zwei Wochen nach der Tat eintraf, zeigte spielende Kinder und beinhaltete den auf Chinesisch verfassten Satz „Nun werdet ihr keine Nachkommen mehr haben können“. Die Karte war mit „der Mörder“ unterzeichnet. Der Inhalt der Karte referierte auf die Sterilisation, welche Lee Mei Ying noch vor den Morden vornehmen ließ.

## Nachwirkungen
Lee Mei Ying und Tan Kuen Chai gaben ihren Schulbusservice auf.
Fünf Jahre nach den Morden gebar Lee Mei Ying ein weiteres Kind, nachdem sie 1981 ihre Sterilisation umkehren ließ.